# Pacific Spaceport Complex – Alaska

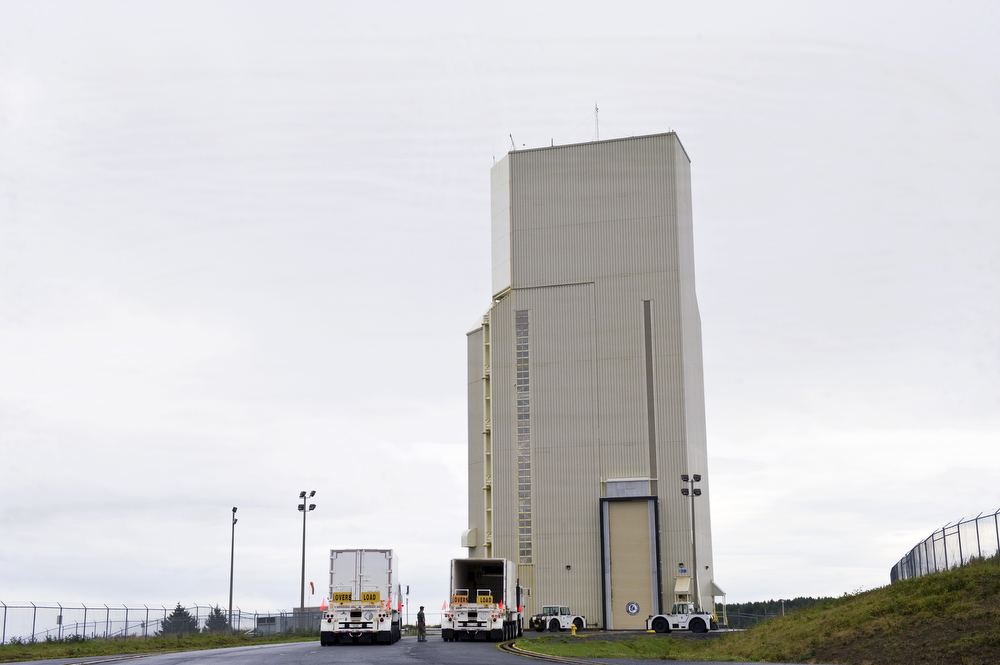
Estrutura de serviço e lançamento em Kodiak.

Pacific Spaceport Complex – Alaska (PSCA), anteriormente conhecido como Kodiak Launch Complex (KLC), é uma base comercial de lançamento de foguetes e veículos espaciais sob a administração da Alaska Aerospace Corporation, uma empresa pública dos EUA.
Está localizado na Ilha Kodiak, no estado do Alasca, nos Estados Unidos. A instalação de lançamento tem tratado 15 lançamentos desde que abriu em 1991 a maior parte deles para o governo dos EUA.